# Two Tribes
Two Tribes – singel zespołu Frankie Goes to Hollywood z 1984 roku. Pierwotna wersja utworu zarejestrowana została dla BBC podczas sesji nagraniowych u Johna Peela w październiku 1982.

## Ogólne informacje
„Two Tribes” to drugi singel zespołu. Podobnie jak poprzedni, okazał się on wielkim sukcesem komercyjnym, trafiając na wysokie miejsca list przebojów.
Piosence towarzyszył kontrowersyjny teledysk, w którym sparodiowani zostali przywódcy dwóch mocarstw: Stanów Zjednoczonych (Ronald Reagan) i Związku Radzieckiego (Konstantin Czernienko).
W 1994 i 2000 roku singel został wydany ponownie, wraz z dodatkowymi remiksami.